# 水川镇
水川镇，是中华人民共和国甘肃省白银市白银区下辖的一个乡镇级行政单位。

## 行政区划
水川镇下辖以下地区：
五柳村、熙春村、均安村、顺安村、桦皮川村、莺鸽湾村、关家沟村、西峡口村、金峰村、张庄村、白茨滩村、大川渡村和顾家善村。